# Governo Kim Il
Il governo Kim Il è stato il secondo esecutivo della Repubblica Popolare Democratica di Corea, in carica dal 28 dicembre 1972 al 19 aprile 1976, col sostegno del Fronte Democratico per la Riunificazione della Patria.

## Appoggio parlamentare
| Assemblea popolare suprema | Assemblea popolare suprema                                                                   | Seggi       |
| -------------------------- | -------------------------------------------------------------------------------------------- | ----------- |
|                            | Partito del Lavoro di Corea Partito Chondoista Chongu Partito Democratico Totale maggioranza | 127 4 1 132 |
|                            | Chongryon Unione Buddista Indipendenti Totale opposizione                                    | 7 1 401 409 |
| Totale                     | Totale                                                                                       | 541         |